# Ла-Пальма (Панама)
Ла-Пальма (ісп. La Palma) — місто, розташоване на березі затоки Сан-Мігель на території провінції Дар'єн (Панама); адміністративний центр провінції Дар'єн та округи Чепігана.

## Географія
Площа — 526,6 км. Населення – 4 205 осіб (2010 рік).
Через місто не проходить Панамериканське шосе.